# Carlos Arturo Marulanda
Carlos Arturo Marulanda Ramírez (Nueva York, 25 de noviembre de 1945) es un político, empresario y diplomático colombiano.
Ha sido denunciado por vínculos con el paramilitarismo.

## Biografía

### Ministro de Desarrollo
En 1988, Marulanda fue nombrado como Ministro de Desarrollo por el gobierno de Virgilio Barco, por recomendación del dirigente político español del PSOE, Felipe González y por el esposo de su hermana María Cecilia; el empresario español Enrique Sarasola.
Durante dicho mandato fue denunciado por contrabando de carne a Venezuela desde su frigorífico "La Gloria".

### Embajador de Colombia
Durante el gobierno de Ernesto Samper, Marulanda era Embajador de Colombia ante la Unión Europea, Bélgica y Luxemburgo, y decano de los embajadores de América Latina en Bruselas. Pero debido a los cuestionamientos, las ocupaciones por los campesinos de ministerios en Bogotá, las numerosas protestas en Bruselas por los hechos ocurridos en su Hacienda Bellacruz, y la adopción por el Parlamento Europeo el 24 de octubre de 1997, de una resolución promovida por los Verdes y la Izquierda Unitaria mencionando estos hechos, Marulanda fue finalmente obligado a presentar su renuncia el 5 de noviembre de 1997 al presidente Samper.
Al respecto, el presidente Samper le envió un comunicado de apoyo:

6 de noviembre 
Estimado Carlos Arturo: Acuso recibo de su comunicación del día 5 de noviembre en la cual me manifiesta su intención de retirarse de la Embajada ante la Comunidad Europea y el Gobierno Belga, cargo que ha venido ocupando desde hace varios años. Al aceptar su decisión deseo agradecerle, en nombre del Gobierno Nacional, los servicios que prestó mientras estuvo al frente de tan importante desempeño diplomático. Usted consiguió, como lo señala en su comunicación, sentar las bases fructíferas de una nueva relación colomboeuropea.
Sus gestiones en la consecución y ampliación de los beneficios arancelarios que se conceden a Colombia como contraprestación a los esfuerzos que ha venido librando contra la droga, fueron definitivas. Así mismo, quiero resaltar la defensa de la participación de Colombia en el mercado de banano del Viejo Continente. No menos importantes fueron sus buenos oficios para que se entendiera, en el seno de la comunidad, las verdaderas dimensiones de materias tan sensibles y a veces tan incomprendidas en el exterior, como la defensa de los derechos humanos o la protección del medio ambiente en Colombia.

Puede entonces retirarse usted, estimado Embajador, con la tranquilidad de conciencia del deber cumplido, el reconocimiento de sus compatriotas y los reiterados agradecimientos del Gobierno de la República de Colombia y de su Presidente
Ernesto Samper.

Pocos días antes de salir de Bruselas Marulanda quiso condecorar a un alto funcionario de la Comisión Europea de apellido Triviño con la Orden de San Carlos, pero bajo presión de las organizaciones de derechos humanos en Bruselas, Jacques Santer, el presidente de la Comisión Europea prohibió al funcionario recibir la condecoración que 4 eurodiputados españoles, (dos del PP y dos del PSOE) si aceptaron recibir de mano de Marulanda, mientras la organización Vía Campesina estaba organizando una protesta a las afueras de la embajada. 
El Gobierno de Bélgica le negó a Marulanda la despedida protocolaria habitual.[cita requerida]

### Masacre en la Hacienda Bellacruz
Entre el 11 y el 25 de febrero de 1996, cerca de 40 personas fueron asesinadas y entre 170 a 280 familias fueron desalojadas de su Hacienda Bellacruz. El desalojo fue supuestamente comandado por el jefe paramilitar Salvatore Mancuso. Los paramilitares quemaron por lo menos 250 ranchos y dieron un plazo de cinco días para desocupar la propiedad de Marulanda. Posterior a estos hechos, numerosas personas relacionadas con el desalojo fueron amenazadas, desaparecidas o asesinadas.
Los paramilitares iban comandados por Edgar Ramírez, alias "el Caballito", administrador la hacienda de la familia Marulanda, los hermanos Roberto y Luis Prada, dos conocidos paramilitares, y Francisco Alberto Marulanda Ramírez, hermano de Carlos Arturo Marulanda quien en el momento de los hechos se encontraba como embajador de Colombia ante la UE, Bélgica y Luxemburgo
Los Marulanda crearon la sociedad "Marulanda Ramírez Ltda" y el 13 de marzo de 1996 se asociaron con "RC Corporate Consultans Ltda", que representaba a Nathan Mayer Rothschild & Sons.

### Prófugo y captura
Marulanda Ramírez después de su "renuncia" estuvo huyendo de la justicia de su propio país. Se supo que aprovechando su doble nacionalidad, salió legalmente de Colombia con destino a Miami, Estados Unidos, en noviembre de 1997. El 19 de mayo de 1998 fue capturado el hermano de Marulanda; Francisco Alberto Marulanda Ramírez. Al año siguiente, el 16 de enero de 1999 la Fiscalía General de la Nación le dictó orden de captura a Marulanda, pero él siguió prófugo. Aprovechando su pasaporte diplomático estuvo en diez países, entre ellos: Inglaterra, España, Camerún, Italia, Bélgica, Portugal, Suiza y Marruecos. También fue imputado por el desvío de 17.000 euros destinados en principio al funcionamiento de la delegación diplomática en Bruselas.
En ocasiones fue visto en Madrid junto a la actriz colombiana Amparo Grisales.
El 17 de julio de 2001 finalmente fue detenido en Madrid, España, después de varios años de vivir allí bajo su verdadera identidad y haciendo vida pública a pesar de existir una orden de extradición a Colombia por los hechos que ocurrieron en relación con la extensión de su propiedad por medios violentos.
Marulanda fue capturado en España, debido a que el fiscal general de la Nación en Colombia, Alfonso Gómez Méndez prosiguió a pedirlo mediante la Interpol. Luego de pasar un año y tres meses en la cárcel española de alta seguridad de Soto del Real, fue extraditado a Colombia. Fue liberado pocos días después por el fiscal Luis Camilo Osorio, quien ahora está acusado por varios de sus subordinados de la época por sus nexos con los paramilitares.  Por su parte, la fiscal Lucía Luna que estaba encargada del caso Marulanda tuvo que salir a exilio pocos meses después.[cita requerida]

## Familia
El padre de Marulanda Ramírez, fue el caldense Alberto Marulanda Grillo, quien se inició como negociante en la ciudad de Barranquilla y para 1945, se estableció en sur de la región del Cesar, en los municipios de La Gloria, Tamalameque y Pelaya donde compró menos de 100 has, pero después de los años de la Violencia,  ya era propietario de aproximadamente 22.000 hectáreas de tierra.
En 1969 en el gobierno de Carlos Lleras Restrepo intentó adquirir 2 mil hectáreas de la hacienda Bellacruz por medio del Instituto Colombiano de la Reforma Agraria (Incora) que era dirigida por Enrique Peñalosa Camargo. El congresista José Ignacio Vives Lacouture denunció que los terrenos habían sido vendidos con sobreprecio al estado, ya que el avaluo establecido para el terreno costaba 300 millones y fue vendido por 700 millones. En 1987 un grupo de por lo menos 500 familias campesinas recuperaron 2.000 hectáreas anexadas de manera legalmente dudosa por Marulanda a su hacienda Bellacruz.
Padre de Carlos Alejandro y Andrea Cristina Marulanda.